# Megumi Yokota

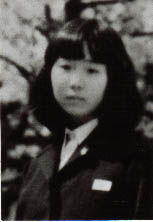
Megumi Yokota

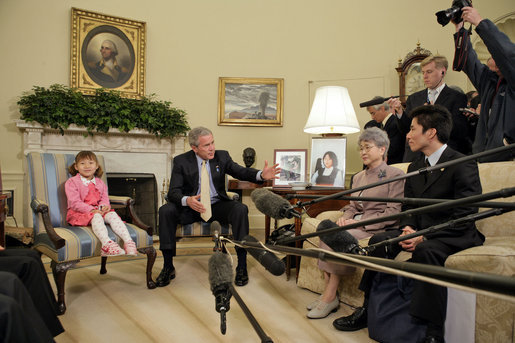
US-Präsident George W. Bush bei einem Treffen mit Sakie Yokota, der Mutter von Megumi, und ihrem Sohn sowie einer Familie nordkoreanischer Flüchtlinge im April 2006.

Megumi Yokota (jap. 横田 めぐみ, Yokota Megumi; * 15. Oktober 1964; † 13. März 1994?) wurde am 15. November 1977 im Alter von 13 Jahren nach Nordkorea verschleppt.

## Entführung
In den 1970ern und frühen 1980ern wurden in Japan 13 Staatsbürger von nordkoreanischen Agenten entführt und nach Nordkorea verschleppt. Sie sollten dort bei der Ausbildung von nordkoreanischen Spionen helfen. Angeblich war dafür Sin Gwang-su verantwortlich.
Yokota soll 1986 Kim Chol Jun geheiratet haben, der als der ebenfalls entführte Südkoreaner Kim Young-nam identifiziert wird. Das Paar hat 1987 eine Tochter bekommen. DNA-Proben dieser Tochter bestätigten im Jahr 2006 die Elternschaft von Megumi Yokota und Young-nam.
Im Jahre 2002 gab Nordkorea die Entführung zu und behauptete, Yokota habe sich am 13. März 1994 das Leben genommen. Anfangs wurde als Beweis für ihre Identität nur eine alte Photographie und der Badmintonschläger, den sie zum Zeitpunkt ihrer Entführung bei sich hatte, vorgebracht. Im November 2002 wurden ihre mutmaßlichen verbrannten sterblichen Überreste an die japanische Regierung übergeben und einem DNA-Test unterzogen, der negativ ausfiel. Der politische Streit um das Testergebnis wurde durch die wissenschaftliche Kritik der Zeitschrift Nature an der japanischen Regierung wegen der verwendeten DNA-Analysemethoden verstärkt.

## Medienecho
Über den Fall wurde neben zahlreichen Fernseh-, Rundfunk- und Zeitungsberichten auch einige Filme veröffentlicht:
- Abduction: The Megumi Yokota Story. (Dokumentarfilm, USA 2006)[7]
- Megumi. (Dokudrama, Niederlande/Japan 2007)[8]
- Megumi. (Manga 2004/2005, Web-Anime, Japan 2008)[9]